# Sumacàrcer
Sumacàrcer község Spanyolországban, Valencia tartományban. Sumacàrcer Alzira, Antella, Tous, Navarrés, Chella, Valencia és Cotes községekkel határos. Lakosainak száma 1042 fő (2024).

## Népesség
A település népessége az utóbbi években az alábbiak szerint változott:
| Lakosok száma | 1377 | 1308 | 1296 | 1286 | 1259 | 1223 | 1141 | 1096 | 1054 | 1042 |
|               | 2001 | 2004 | 2007 | 2009 | 2012 | 2014 | 2017 | 2019 | 2022 | 2024 |